# Eugen Papst
Eugen Papst   (Oberammergau, 24 de desembre de 1886 - Oberammergau, 2 de gener de 1956) fou un compositor i pedagog musical.
Papst, era fill del pedagog i professor homònim, Eugen Papst (1855-1923), amb el nom del qual més tard es va batejar la Eugen-Papst-Förderschule de Germering. Després va assistir al seminari de formació de professors a Freising i va estudiar a la Universitat de Música i Arts Escèniques de Múnic des de 1907.
El 1910 treballà al teatre d'Olsztyn i des del 1911 a Berna com a director musical del teatre de la ciutat. El 1922 fou cridat a Hamburg, on dirigí la Filharmònica d'Hamburg juntament amb Karl Muck fins que fou dissolt pels nazis el 1934. Papst va anar per primera vegada a Münster com a director general de música a la tardor de 1934, però el 1935 ja s'havia convertit en director de la Societat Coral Masculina de Colònia i poc després, amb el suport del seu amic Richard Strauss, també es va convertir en director general de música municipal de lOrquestra Gürzenich de Colònia com a successor d'Hermann Abendroth. També va ensenyar direcció a l'Acadèmia de Música de Colònia. Després del final de la guerra, hi va haver disputes sobre el seu càrrec com a director general de música perquè la ciutat de Colònia va nomenar Günter Wand el 1946 malgrat un contracte en curs amb Papst. Segons la seva opinió, Papst es va convertir cada vegada més en "la figura musical principal dels eternistes". Hoffmann und Campe, Hamburg 1998, ISBN 3-455-11154-8, pàg. 159.
Pope va acceptar una oferta a la "Hochschule für Musik Detmold", on va impartir classes magistrals de direcció. Per a "l'Oberammergau Passion Play" del 1950, va crear un arranjament de la música Passion de Rocus Dedler (1779-1822), que es va tocar sense canvis fins al 1990 i que encara es fa servir avui amb revisions i addicions de l'actual director musical Markus Zwink.
Les seves altres obres inclouen obres orquestrals, cors i Lieder, que només han estat publicades parcialment. Papst va morir a Berna als 69 anys.

## Honors
- El 1933, Pabst va rebre la medalla Johannes Brahms d'Hamburg.